# Sankt Nikolai Kirke (Holbæk)
|  | Der findes andre kirker med dette navn, se Sankt Nikolaj Kirke. |
Sankt Nikolai Kirke i Holbæk er sognekirke i Sankt Nikolai Sogn i Holbæk Kommune.
Kirken er opført 1868-72 i røde munkesten på en sokkel af granit. Kirken er opført i nyromansk stil med et nordvendt tårn, der vender mod Holbæks hovedgade. Kirkens hovedindgang er mod nord gennem tårnet. Kirken er opført på samme sted, hvor Klosterkirken, Sct. Lucius tidligere lå. Mens klosterkirken dog lå med den traditionelle placering med vestvendt tårn, blev den nyopførte kirke vendt, så tårnet vendte mod nord, formentlig for at give en mere attråværdig adgang fra Ahlgade.
Sankt Nikolai Kirke har gennemgået en omfattende istandsættelse i 1930 samt en knap så omfattende i 1967, ligesom der blev tilføjet to sidefløje langs Kirkestræde til i 1970.
Tårnuret er oprindelig fremstillet til den tidligere Klosterkirke, og uret er forsynet med indskriften "Peter Mathiesen, Copenhagen anno 1737", og uret slår såvel kvarterslag som timeslag.

## Altertavle
Altertavlen med Kristus velsigner et lille barn (385x160-80 cm) er malet af Carl Bloch, han har præget de danske kirker med sine altertavler eller kopier, som andre malere har gjort af hans malerier. Teksten under billedet lyder: „Sandelig siger jeg Eder: Hvo som ikke modtager Guds Rige som et Barn, kommer ingenlunde derind. Lucas Evang: 18 Cap: 17 Vers.“

## Eksterne kilder og henvisninger
1. ↑  "Carl Bloch - kirkekunst i danske kirker - Folkekirken". Arkiveret fra originalen 19. marts 2014. Hentet 19. marts 2014.

- Skt. Nikolaj Kirke og tidl. Klosterkirke i bogværket Danmarks Kirker (udg. af Nationalmuseet)
- Sankt Nikolai Kirke Arkiveret 31. januar 2011 hos  Wayback Machine hos nordenskirker.dk
- Sankt Nikolai Kirke hos KortTilKirken.dk

- Wikimedia Commons har flere filer relateret til Sankt Nikolai Kirke (Holbæk)